# Acentrella alachua
Acentrella alachua är en dagsländeart som först beskrevs av Berner 1940.  Acentrella alachua ingår i släktet Acentrella och familjen ådagsländor. Inga underarter finns listade i Catalogue of Life.